# Chrysobyrrhulus metallicus
Chrysobyrrhulus metallicus là một loài bọ cánh cứng trong họ Byrrhidae. Loài này được Chevrolat miêu tả khoa học năm 1865.